# سیل ۱۳۹۸ شمال و غرب افغانستان
از ابتدای سال ۲۰۱۹ میلادی سیل در ولایت‌های شمالی و غربی افغانستان باعث کشته شدن ۱۴۷ نفر و خسارات به هزاران خانه در این کشور شده‌است.

## پیش‌زمینه
از تاریخ ۶ ژانویه ۲۰۱۹ (‎۱۶ دی ۱۳۹۷)، بر اثر بارندگی‌های شدید در ولایات مختلف افغانستان و به ویژه در هرات، فاریاب، جوزجان، سرپل، بلخ، هلمند و بادغیس، سیل به راه افتاد. این سیل‌ها موجب به خسارت مالی شدید و مرگ حداقل ۹۵ نفر شد. به گفته سازمان ملل متحد، تا ۲ آوریل ۲۰۱۹، این سیل‌ها به حدود ۱۶۳ هزار نفر آسیب رسانده و بیش از ۴۲ هزار تن را آواره کرده‌است.

## خسارت
رئیس هلال احمر افغانستان، به «خسارات گسترده در ۱۲ منطقه این ولایت (هرات)» اشاره داشت. وی همچنین گفت که «ما تا اکنون تنها توانسته‌ایم به آن‌ها [سیل‌زدگان] غذا و پتو برسانیم.» رئیس اداره مبارزه با حوادث طبیعی افغانستان، با اشاره به ناتوانی حکومت در امدادرسانی به تمام سیل‌زدگان، گفت که «حکومت توانایی کمک را ندارد.» با توجه به گفته‌های عبدالحنان منیب، سرپرست ولایت قندهار، حدود ۲٬۰۰۰ خانه تخریب شده‌است. وی این سیل را «بدترین سیل» افغانستان در «حداقل ۷ سال اخیر» خطاب کرد. به گزارش سازمان ملل، تا ۲ آوریل ۲۰۱۹، هشت کشته و شش مجروح در شش منطقه هرات ثبت شده و حدود ۱٬۰۰۰ نفر در این شهر تحت تأثیر سیل قرار گرفته‌اند. به گزارش گاردین، سازمان ملل برنامه جمع‌آوری کمک ۶۱۲ میلیون دلاری برای افغانستان را آغاز کرده‌است.